# Bukit Panji
Bukit Panji är ett berg i Indonesien.   Det ligger i provinsen Aceh, i den västra delen av landet, 1 500 km nordväst om huvudstaden Jakarta. Toppen på Bukit Panji är 1 552 meter över havet, eller 409 meter över den omgivande terrängen. Bredden vid basen är 6,9 km.
Terrängen runt Bukit Panji är kuperad åt sydost, men åt nordväst är den bergig. Runt Bukit Panji är det glesbefolkat, med 13 invånare per kvadratkilometer. Det finns inga samhällen i närheten. I omgivningarna runt Bukit Panji växer i huvudsak städsegrön lövskog.